# 삭방절도사
삭방절도사(朔方節度使), 또는 영무절도사(靈武節度使)는 당나라가 현재의 중국 시베이 지역에 후돌궐을 방어하기 위해 설치한 절도사로, 천보 10절도사 중 하나이다. 당 숙종을 옹립하고 안사의 난을 평정하는 역량을 발휘하였고, 이후 삭방(朔方), 진무(振武), 하수(夏綏), 빈녕(邠寧), 경원(涇原), 부방(鄜坊)을 관할하였다. 북송 진종 함평 5년(1002년), 삭방절도와 영주는 이계천의 공격을 받고 격파당했다.

## 역대 절도사
- 왕모중(王毛仲): 721 ~ 722년
- 장열(張說)(722 ~ 723년)
- 왕준(王晙)(723 ~ 727년)
- 이준(李浚)(727년)
- 이위(李禕)(727 ~ 736년)
- 우선객(牛仙客)(736 ~ 742년)
- 왕충사(王忠嗣)(742 ~ 746년)
- 장제구(張齊丘)(746 ~ 750년)
- 안사순(安思順)(750 ~ 751년)
- 이림보(李林甫)(751 ~ 752년), 요령(遙領)
- 이위(李暐): 지유후사(知留後事), 751 ~ 752년
- 안사순(安思順)(752 ~ 755년)
- 곽자의(755 ~ 759년):영무군태수(靈武郡太守), 영무군도독부장사(靈武郡都督府長史), 삭방절도부대사(朔方節度副大使). 757년 9월 ~ 759년 3월 동안에는 하서절도부대사(河西節度副大使) 겸임
- 이광필(李光弼(759년)
- 이국정(李國貞)(761 ~ 762년): 삭방하중제진행영도통(朔方河中諸鎭行營都統)
- 곽자의(762년): 삭방하중북정로의택심등절도행영(朔方河中北庭潞儀澤沁等州節度行營) 겸 흥평정국군병마부원수(興平定國軍兵馬副元帥)
- 복고회은(僕固懷恩)(762 ~ 764년)
- 노사공(路嗣恭)(765년 ~ 768년)(靈州大都督府長史、朔方節度副使)
- 곽자의(764 ~ 779년)(靈州大都督、單于鎮北大都護、朔方節度大使，遙領)
- 곽희(郭晞)(772년)開府儀同三司、朔方節度使
- 상겸광(常謙光)(768년 ~ 779년)
- 최녕(崔寧)(779 ~ 781년)未任
- 두희전(杜希全)(779년 ~ 783년)
- 이회광(李懷光)(781년 ~ 783년)未任
- 영경선(寧景璿)(783년 ~ 784년)
- 혼감(渾瑊)(784)
- 두희전(杜希全)(784년 ~ 793년)
- 이량(李諒)(794년 ~ 795년)遙領
- 이악(李樂)(794년 ~ 807년)
- 범희조(范希朝)(807년 ~ 809년)
- 왕필(王佖)(809년 ~ 813년)
- 아질광진(阿跌光進)(813 ~ 815년)
- 두숙량(杜叔良)(815 ~ 820년)
- 이청(李聽)(820 ~ 822년)
- 이진성(李進誠)(822년 ~ 826년)
- 이문열(李文悅)(828 ~ 832년)
- 왕안평(王晏平)(832년 ~ 836년)
- 위중경(魏仲卿)(836년)
- 이언좌(李彦佐)(843 ~ 845년)
- 하청조(何淸朝)(845년)
- 사헌충(史憲忠)(846 ~ 847년)
- 미기(米暨)(847년)
- 이흠(李欽)(849년)
- 주숙명(朱叔明)(849년 ~ 851년)
- 전모(田牟)(851년 ~ 853년)
- 이언좌(李彦佐)(853년)
- 유동(劉潼)(853년 ~ 857년)
- 당지(唐持)(857년 ~ 859년)
- 이공도(李公度)(咸通初년)
- 배식(裴識)(863년)
- 후고(侯固)(咸通中)
- 노반(盧潘)(869년)
- 호모(胡某), 상시(常侍)(咸通中)
- 당홍부(唐弘夫)(871년 ~ 881년)
- 이균(李鈞)(874년)疑未任
- 이현례(李玄禮)(中和년間)
- 한모(韓某)(光啟 ~ 大順 연간)
- 한준(韓遵)(景福 ~ 光化 연간)
- 한손(韓遜)(899년 ~ 914년)
- 한수(韓洙)(914년 ~ 928년)
- 한박(韓璞)(928년)
- 한징(韓澄)(929년)
- 강복(康福)(929년 ~ 932년)
- 장희숭(張希崇)(932년 ~ 939년)
- 장종빈(張從賓)(937년之前)
- 풍휘(馮暉)(939년 ~ 946년)
- 왕령온(王令溫)(946년)
- 풍휘(馮暉)(946년 ~ 952년)
- 풍계업(馮繼業)(952년 ~ 969년)
- 단사공(段思恭)(969년 ~ 974년)
- 장전조(張全操)(975년 ~ 976년)

## 초기 통할 지역
개원 9년(721년)에 이하를 처음 설치하였다.
- 영주(靈州, 현재 닝샤 후이족 자치구 링우시): 치소
- 하주(夏州, 현재 陝西靖邊北)
- 염주(鹽州, 현재 陝西定邊)
- 수주(綏州, 현재 陝西綏德)
- 은주(銀州, 현재 陝西榆林)
- 풍주(豐州, 현재 內蒙古五原)
- 승주(勝州, 현재 內蒙古托克托)
- 선우도호부(單于都護府, 현재 內蒙古和林格爾西北土城子)
- 동수항성(東受降城), 서수항성(西受降城), 중수항성(中受降城)
- 정원군(定遠軍), 풍안군(豐安軍)

## 겸(兼) 관내채방사(關內採訪使) 후(後) 증령(增領)
개원 22년(734년), 삭방절도(朔方節度)는 관내도채방처치사(關內道採訪處置使)를 겸하였고, 이후 관내절도사(關內節度使)로 고쳤다. 또한 건원 초년(약 759년), 관내절도사를 파하고 이 지역을 두 차례에 걸쳐 분획하였다.
- 건원 초년(약 759년), 삭방절도사, 빈녕절도사(邠寧節度使), 진무절도사(振武節度使)를 분리하였다. 빈녕절도사는 이후 다시 부방절도사(鄜坊節度使)와 경원절도사(涇原節度使)로 분리하였다.
- 대력 14년(779년), 삭방절도사, 빈녕절도사, 진무절도사에서 주부(州府)를 분리하여 하중절도사(河中節度使)로 귀속시켰다.

이하는 관내절도사가 폐지되기 전 거느린 주부이다(약 25년).

### 삭방절도사

#### 제2차 분획
- 영주(靈州, 현재 닝샤 후이족 자치구 링우시): 치소
- 염주(鹽州, 현재 陝西定邊)
- 하주(夏州, 현재 陝西靖邊北)
- 풍주(豐州, 현재 內蒙古五原)
- 서수항성(西受降城)
- 정원군(定遠軍), 천덕군(天德軍)

### 빈녕절도사(邠寧節度使)
- 빈주(邠州, 현재 陝西彬縣)
- 영주(寧州, 현재 甘肅寧縣)
- 경주(慶州, 현재 甘肅慶陽)

### 경원절도사(涇原節度使)
- 경주(涇州, 현재 甘肅涇川北)
- 원주(原州, 현재 寧夏固原)

### 부방절도사(鄜坊節度使)
- 부주(鄜州, 현재 陝西富縣)
- 방주(坊州, 현재 陝西黃陵)
- 단주(丹州, 현재 陝西宜川)
- 연주(延州, 현재 陝西省延安市東北)

### 진무절도사(振武節度使)

#### 제1차 분획
- 인주(麟州, 현재 陝西神木市)
- 승주(勝州, 현재 內蒙古托克托)

#### 제2차 분획
- 선우도호부(單于都護府, 현재 內蒙古和林格爾西北土城子)
- 은주(銀州, 현재 陝西榆林)
- 수주(綏州, 현재 陝西綏德)
- 동수항성(東受降城)
- 중수항성(中受降城)

### 속관내절도사(屬關內節度使)
상술한 두 차례의 분획 중 명확히 귀속되지 않은 주부는 아래와 같다.
- 유주(宥州, 현재 內蒙古鄂托克旗，應屬河中節度使)
- 회주(會州, 현재 甘肅省靖遠縣，後為吐蕃吞併)

## 참고 문헌
- 《신당서·방진표(方鎭表)》